# ダック・プレスコット
レイン・ダコタ・"ダック"・プレスコット（Rayne Dakota "Dak" Prescott1993年7月29日 - ）は、アメリカ合衆国ルイジアナ州ホートン市出身のアメリカンフットボール選手。現在はNFLのダラス・カウボーイズに所属している。ポジションはクォーターバック。2021年版のスポーツ選手長者番付によると、世界のスポーツ選手で4位の年収1億750万ドル。

## 経歴

### 高校時代
プレスコットはルイジアナ州ホートン市のホートンハイスクールで活動し、3年生時には258回のパス試投に対して159回の成功を収めて2890パッシングヤードを記録し、39回のタッチダウンパスを決めた。加えて90回のランで951ラッシングヤードを記録し、17回のタッチダウンを決めた。

### ミシシッピ州立大学時代
2011年はレッドシャツとして過ごした。
2012年はタイラー・ラッセルのバックアップとして12試合に先発出場した。
2013年もラッセルのバックアップからスタートしたが、ラッセルが脳しんとうで欠場している間に先発を務めて頭角を現し、卒業までに大学の38つもの記録を塗り替える活躍を見せた。さらに2014年にはハイズマントロフィーの候補者にまで選出された。
最終的には大学4年間でSEC（サウスイースタン・カンファレンス）のトータル獲得ヤードで歴代3位、タッチダウン数で歴代4位タイの記録を残した。
以下は獲得した栄典と記録の一部である。
- オレンジボウルにおける1試合でのパッシングヤード記録（453ヤード）
- オレンジボウルにおける1試合でのパスの回数（51回、1位タイ）
- オレンジボウルにおける1試合でのパスを成功させた回数（33回、1位タイ）
- ベルクボウルにおける1試合でのパッシングヤード記録（380ヤード）
- ベルクボウルにおける1試合でのトータルヤード記録（427ヤード）
- ベルクボウルにおける1試合でのタッチダウンパス記録（4回、1位タイ）
- 2013年 リバティボウルMVP
- 2013年、2014年　SEC Fall Academic Honor Roll
- 2014年 SECオフェンシブプレーヤーオブウィーク（3回、対ルイジアナ州立大学戦、対オーバーン大学戦、対ヴァンダービルト大学戦）
- 2014年、2015年　First-team All-SEC
- 2014年、2015年 コナリートロフィー
- 2015年 ベルクボウルMVP
- 2015年 SECオフェンシブプレーヤーオブウィーク（2回、対アーカンサス大学戦、対ケンタッキー大学戦）
- 2015年 シニアクラスアワード
- 2016年 シニアボウルMVP

大学での記録
| NCAAでの通算記録   | NCAAでの通算記録   | NCAAでの通算記録   | NCAAでの通算記録   | NCAAでの通算記録   | NCAAでの通算記録   | NCAAでの通算記録   | NCAAでの通算記録   | NCAAでの通算記録   | NCAAでの通算記録   | NCAAでの通算記録   | NCAAでの通算記録   | NCAAでの通算記録   | NCAAでの通算記録   | NCAAでの通算記録   | NCAAでの通算記録   | NCAAでの通算記録   | NCAAでの通算記録   |
| ミシシッピ州立大学 | ミシシッピ州立大学 | ミシシッピ州立大学 | ミシシッピ州立大学 | ミシシッピ州立大学 | ミシシッピ州立大学 | ミシシッピ州立大学 | ミシシッピ州立大学 | ミシシッピ州立大学 | ミシシッピ州立大学 | ミシシッピ州立大学 | ミシシッピ州立大学 | ミシシッピ州立大学 | ミシシッピ州立大学 | ミシシッピ州立大学 | ミシシッピ州立大学 | ミシシッピ州立大学 | ミシシッピ州立大学 |
| 年                 | 年                 | パス               | パス               | パス               | パス               | パス               | パス               | パス               | パス               | ラッシュ           | ラッシュ           | ラッシュ           | ラッシュ           | レシーブ           | レシーブ           | レシーブ           | レシーブ           |
| 年                 | G                  | Cmp                | Att                | Pct                | Yds                | Y/A                | TD                 | Int                | Rtg                | Att                | Yds                | Avg                | TD                 | Rec                | Yds                | Avg                | TD                 |
| ------------------ | ------------------ | ------------------ | ------------------ | ------------------ | ------------------ | ------------------ | ------------------ | ------------------ | ------------------ | ------------------ | ------------------ | ------------------ | ------------------ | ------------------ | ------------------ | ------------------ | ------------------ |
| 2012               | 12                 | 18                 | 29                 | 62.1               | 194                | 6.7                | 4                  | 0                  | 163.8              | 32                 | 118                | 3.7                | 4                  | 0                  | 0                  | 0.0                | 0                  |
| 2013               | 11                 | 156                | 267                | 58.4               | 1940               | 7.3                | 10                 | 7                  | 126.6              | 134                | 829                | 6.2                | 13                 | 2                  | 53                 | 26.5               | 2                  |
| 2014               | 13                 | 244                | 396                | 61.6               | 3449               | 8.7                | 27                 | 11                 | 151.7              | 210                | 986                | 4.7                | 14                 | 2                  | 35                 | 17.5               | 1                  |
| 2015               | 13                 | 316                | 477                | 66.2               | 3793               | 8.0                | 29                 | 5                  | 151.0              | 160                | 588                | 3.7                | 10                 | 0                  | 0                  | 0.0                | 0                  |
| 通算成績           | 49                 | 734                | 1169               | 62.8               | 9376               | 8.0                | 70                 | 22                 | 146.0              | 536                | 2521               | 4.0                | 41                 | 4                  | 88                 | 22.0               | 3                  |

### ダラス・カウボーイズ
2016年のNFLドラフトでトニー・ロモの後継者を探していたダラス・カウボーイズにドラフト4巡目（全体135番目）で指名された。ドラフト指名前の2016年3月12日にミシシッピ州スタークビルでDUI（アルコールもしくは薬物の影響下で車を運転すること）の疑いで逮捕され、裁判では罪に問われなかったが指名順位を下げられる原因となった。

#### 2016年
当初は大学時代と同じく先発のバックアッパー扱いだったが、先輩クォーターバックであるケレン・ムーアの負傷（チームは代替選手としてクリーブランド・ブラウンズのジョシュ・マカウンを獲得しようとしたが失敗した）
や抜擢されたプレシーズンマッチで結果を残し、ロモが背骨の圧迫骨折で開幕絶望になったことにより開幕戦での先発クォーターバックの座を勝ち取った（ルーキーが開幕戦のクォーターバックを務めるのはチーム史上4人目）。
開幕戦のニューヨーク・ジャイアンツ戦では敗北したものの、その後はチームの快進撃の立役者となり、NFC東地区での優勝（13勝3敗）に大きく貢献した。
ディビジョナルプレーオフではグリーンベイ・パッカーズと対戦し、プレスコットはパスレーティング103.2（38回のパス試投に対して24回の成功を収めて302パッシングヤードを獲得し、3タッチダウンパスに1つのインターセプト）を記録したが、チームは34-31で敗れてシーズンを終えた。

#### 2019年
ルーキー契約最終年を前に、契約延長交渉が行われ、カウボーイズは1億ドル以上を保証した契約を提示したが、プレスコットはこれを拒み、開幕3連勝を受けて、交渉は停止した。
開幕週のニューヨーク・ジャイアンツ戦で405ヤードを投げて4つのタッチダウンパスを記録、また第11週のデトロイト・ライオンズ戦でも444ヤードを投げて35-27の勝利に貢献し、NFC週間最優秀攻撃選手賞を受賞した。

#### 2020年
2019年シーズン中に契約延長がまとまらなかったことを受けて、2020年3月16日、チームはプレスコットに独占的フランチャイズタグを付けた。カウボーイズがQBにフランチャイズタグを付けるのは初めてのことだった。
第2週のアトランタ・ファルコンズ戦では史上初となる400ヤードを投げ、かつ3つのラッシングタッチダウンを記録した選手となり、40-39の逆転勝利に貢献した。しかし、第5週のジャイアンツ戦で、足首に複雑骨折と脱臼の負傷を追い、その後のシーズンを全休した。

#### 2021年
2021年もカウボーイズはプレスコットに独占的フランチャイズタグを付けたが、その翌日に4年総額1億6,000万ドルの契約で合意に至った。
第5週は前年に大怪我を負うこととなったジャイアンツと同じ週に同じスタジアムでの再戦となり、最初の3回のドライブでインターセプトとファンブルロストを記録したが、その後は立て直し、44-20で勝利した。
第6週のニューイングランド・ペイトリオッツ戦ではNFC週間最優秀攻撃選手賞を受賞するが、試合終盤にふくらはぎを負傷した。その後はパフォーマンスを落としたが、第16週のワシントン・フットボールチーム戦ではカウボーイズ史上初となる前半のみで4つのタッチダウンパスを記録した。第18週のフィラデルフィア・イーグルス戦では295ヤードを投げ、タッチダウンパス5回を記録して51-26の勝利に貢献し、シーズン3度目のNFC週間最優秀攻撃選手賞を受賞した。

#### 2023年
9月10日の開幕戦において、同じNFC東地区のニューヨーク・ジャイアンツと対戦し、パス24回中13回成功、143ヤードを投げ40-0で完封勝利した。これにより、対ジャイアンツ戦において11連勝となった。第2週の9月17日の対ニューヨーク・ジェッツ戦において、パス38回中31回成功、255ヤード、タッチダウンパス2回を投げ、30対10で勝利した。第3週の9月24日のアリゾナ・カージナルス戦において、パス40回中25回成功、249ヤードを投げ、タッチダウン1回、インターセプト1回で16-28で敗戦した。第4週10月1日の対ニューイングランド・ペイトリオッツ戦において、パス34回中28回成功、261ヤードを投げ、第1クォーターでシーディー・ラムへのパスからタッチダウンに繋がり38-3で勝利した。第5週10月8日の対サンフランシスコ・フォーティナイナーズ戦において、3回サック、パス24回中14回成功、153ヤードを投げ、タッチダウンパス1回、インターセプト3回、10-42で完敗した。第6週10月16日の対ロサンゼルス・チャージャーズ戦において、パス30回中21回成功、272ヤードを投げ、タッチダウンパス1回、40ラッシングヤード、タッチダウン1回、20-17で勝利した。これによりNFL史上31チーム以上を相手に1回以上タッチダウンパスを投げた30人目のクォーターバックとなった。
第7週のバイウィークを経て、第8週10月29日の対ロサンゼルス・ラムズ戦において、パス31回中25回成功、304ヤード投げ、タッチダウンパス4回、インターセプト1回、43-20で勝利し、ホームゲーム11連勝となった。第9週11月5日の対フィラデルフィア・イーグルス戦において、374ヤード投げ、タッチダウンパス3回、23-28で敗戦した。第10週11月2日の対ニューヨーク・ジャイアンツ戦において、パス35回中26回成功、404ヤード投げ、タッチダウンパス4回、インターセプト1回、10ヤード・ラッシングタッチダウン、49-17で勝利し、プレスコットにとって対ジャイアンツ戦12連勝となった。400パスヤード以上、タッチダウンパス4回を3試合で記録してチーム記録を更新し、週間FedExエアプレーヤー賞を受賞した。第12週11月23日のNFLサンクスギビングデーの対ワシントン・コマンダーズ戦において、331ヤード、タッチダウン・パス4回投げ、5試合連続タッチダウン・パスを2回以上を投げ、45-10で勝利した。またトニー・ロモの持つ10試合タッチダウン・パス4回以上の記録とタイとなった。1298ヤード、タッチダウン13回、インターセプト1回、パス成功率68.5%を記録し、11月のNFC月間オフェンシブ・プレイヤーに選出された。
第13週11月30日の対シアトル・シーホークス戦において、299ヤード、タッチダウンパス3回投げ、41-35で勝利した。第15週12月17日の対バッファロー・ビルズ戦において、試合を通して不調であり、3回サックを受け、パス34回中21回成功、134ヤード投げ、インターセプト1回、10-31で敗戦した。第16週12月24日の対マイアミ・ドルフィンズ戦において、パス32回中20回成功、253ヤード、タッチダウン2回、ファンブル1回、20-22で敗戦した。第17週12月30日の対デトロイト・ライオンズ戦において、パス38回中26回成功、345ヤード、シーディー・ラムへの92ヤードタッチダウンを含むタッチダウン2回、インターセプト1回、20-19の僅差で勝利した。この92ヤードのタッチダウンパスは、1966年のドン・メレディスとボブ・ヘイズの間の95ヤードに次ぐチーム史上2番目の長さのパスとなった。
第18週1月7日のレギュラーシーズン最終戦でコマンダーズと対戦し、パス36回中31回成功、279ヤード、タッチダウン4回、インターセプト1回、38-10で勝利してNFC東地区で優勝した。2023年のレギュラーシーズンにおいて、パス成功率69.5%、4516パスヤード、NFL最高のタッチダウンパス36回、インターセプト9回、キャリア最高のパッサーレーティング105.9を記録した。NFL MVP最終候補となり、投票によりラマー・ジャクソンに続く次点となった。
ポストシーズン、1月14日のワイルドカード・ラウンドにて第7シードのグリーンベイ・パッカーズとホームで対戦し、前半戦で2回インターセプトされ、うち1回がタッチダウンに繋がり27-0となり、挽回することもできずに48-32で敗退した。

#### 2024年
2024年9月8日、2億3,100万ドルが保証された4年総額2億4,000万ドルの契約延長に合意した。年俸6,000万ドルはNFL史上最高額となった。
第9週にハムストリングを負傷し、その後手術を受けたことでシーズンの残りの試合を欠場した。

## 年度別成績
| 凡例 | 凡例                                      |
| ---- | ----------------------------------------- |
|      | リーグ最高記録                            |
|      | NFL最高記録（ルーキー・クォーターバック） |
| 太字 | キャリア最高記録                          |

### レギュラーシーズン
| 年度     | チーム   | 試合 | 試合 | 試合  | パス      | パス      | パス      | パス        | パス             | パス             | パス | パス | パス          | ラン      | ラン        | ラン             | ラン             | ラン | 被サック | 被サック      | ファンブル | ファンブル    |
| 年度     | チーム   | 出場 | 先発 | 記録  | 成功 回数 | 試投 回数 | 成功 確率 | 獲得 ヤード | 平均 獲得 ヤード | 最長 獲得 ヤード | TD   | Int  | レイテ ィング | 試行 回数 | 獲得 ヤード | 平均 獲得 ヤード | 最長 獲得 ヤード | TD   | 回数     | ロスト ヤード | 回数       | ロスト ヤード |
| -------- | -------- | ---- | ---- | ----- | --------- | --------- | --------- | ----------- | ---------------- | ---------------- | ---- | ---- | ------------- | --------- | ----------- | ---------------- | ---------------- | ---- | -------- | ------------- | ---------- | ------------- |
| 2016     | DAL      | 16   | 16   | 13-3  | 311       | 459       | 67.8      | 3667        | 8.0              | 83               | 23   | 4    | 104.9         | 57        | 282         | 4.9              | 18               | 6    | 25       | 143           | 9          | 4             |
| 2017     | DAL      | 16   | 16   | 9-7   | 308       | 490       | 62.9      | 3324        | 6.8              | 81               | 22   | 13   | 86.6          | 57        | 357         | 6.3              | 21               | 6    | 32       | 185           | 4          | 3             |
| 2018     | DAL      | 16   | 16   | 10-6  | 356       | 526       | 67.7      | 3885        | 7.4              | 90               | 22   | 8    | 96.9          | 75        | 305         | 4.1              | 28               | 6    | 56       | 347           | 12         | 6             |
| 2019     | DAL      | 16   | 16   | 8-8   | 388       | 596       | 65.1      | 4902        | 8.2              | 62               | 30   | 11   | 99.7          | 52        | 277         | 5.3              | 42               | 3    | 23       | 151           | 6          | 2             |
| 2020     | DAL      | 5    | 5    | 2-3   | 151       | 222       | 68.0      | 1856        | 8.4              | 58               | 9    | 4    | 99.6          | 18        | 93          | 5.2              | 12               | 3    | 10       | 66            | 3          | 3             |
| 2021     | DAL      | 16   | 16   | 11-5  | 410       | 596       | 68.8      | 4449        | 7.5              | 51               | 37   | 10   | 104.2         | 48        | 146         | 3.0              | 21               | 1    | 30       | 144           | 14         | 6             |
| 2022     | DAL      | 12   | 12   | 8-4   | 261       | 394       | 66.2      | 2860        | 7.3              | 68               | 23   | 15   | 91.1          | 45        | 182         | 4.0              | 25               | 1    | 20       | 126           | 4          | 1             |
| 2023     | DAL      | 17   | 17   | 12-5  | 410       | 590       | 69.5      | 4516        | 7.7              | 92               | 36   | 9    | 105.9         | 55        | 242         | 4.4              | 22               | 2    | 39       | 255           | 4          | 2             |
| 2024     | DAL      | 8    | 8    | 3-5   | 185       | 286       | 64.7      | 1978        | 6.9              | 65               | 11   | 8    | 86.0          | 13        | 54          | 4.2              | 22               | 1    | 21       | 112           | 4          | 1             |
| NFL：9年 | NFL：9年 | 122  | 122  | 76-46 | 2780      | 4159      | 66.8      | 31437       | 7.6              | 92               | 213  | 82   | 98.1          | 420       | 1938        | 4.6              | 42               | 28   | 256      | 1529          | 60         | 28            |

### ポストシーズン
| 年度 | チーム | 試合 | 試合 | 試合 | パス      | パス      | パス      | パス        | パス             | パス             | パス | パス | パス          | ラン      | ラン        | ラン             | ラン             | ラン | 被サック | 被サック | ファンブル | ファンブル |
| 年度 | チーム | 出場 | 先発 | 記録 | 成功 回数 | 試投 回数 | 成功 確率 | 獲得 ヤード | 平均 獲得 ヤード | 最長 獲得 ヤード | TD   | Int  | レイテ ィング | 試行 回数 | 獲得 ヤード | 平均 獲得 ヤード | 最長 獲得 ヤード | TD   | 回数     | ロスト   | 回数       | ロスト     |
| ---- | ------ | ---- | ---- | ---- | --------- | --------- | --------- | ----------- | ---------------- | ---------------- | ---- | ---- | ------------- | --------- | ----------- | ---------------- | ---------------- | ---- | -------- | -------- | ---------- | ---------- |
| 2016 | DAL    | 1    | 1    | 0-1  | 24        | 38        | 63.2      | 302         | 7.9              | 40               | 3    | 1    | 103.2         | 2         | 13          | 6.5              | 9                | 0    | 2        | 11       | 0          | 0          |
| 2018 | DAL    | 2    | 2    | 1-1  | 42        | 65        | 64.6      | 492         | 7.6              | 44               | 2    | 1    | 91.3          | 8         | 32          | 4.0              | 16               | 2    | 2        | 18       | 0          | 0          |
| 2021 | DAL    | 1    | 1    | 0-1  | 23        | 43        | 53.5      | 254         | 5.9              | 38               | 1    | 1    | 69.3          | 4         | 27          | 6.8              | 17               | 1    | 5        | 40       | 1          | 0          |
| 2022 | DAL    | 2    | 2    | 1-1  | 48        | 70        | 68.6      | 511         | 7.3              | 46               | 5    | 2    | 101.5         | 11        | 46          | 4.2              | 11               | 1    | 2        | 8        | 0          | 0          |
| 2023 | DAL    | 1    | 1    | 0-1  | 41        | 60        | 68.3      | 403         | 6.7              | 47               | 3    | 2    | 89.8          | 6         | 45          | 7.5              | 18               | 0    | 4        | 16       | 0          | 0          |
| 通算 | 通算   | 7    | 7    | 2-5  | 178       | 276       | 64.5      | 1962        | 7.1              | 47               | 14   | 7    | 91.8          | 31        | 163         | 5.3              | 18               | 4    | 15       | 93       | 1          | 0          |

## 主なNFL記録
- パスレーティング100越え：11試合（新人最多記録）[50]
- 新人先発クォーターバック最多勝利数：13勝（2004年のベン・ロスリスバーガーと並ぶ1位タイ記録）[51]
- シーズン通算パスレーティング：104.9（新人最高記録）[52][53]
- パスに占めるインターセプト率：0.87％（459-4）（新人最高記録）[54][55]
- タッチダウンパスとインターセプト数の差：19（23-4）（新人最多記録）[56][57]
- シーズンパス成功率：67.76%（新人最高記録）[58]

- 初インターセプトを記録するまでのパス試投数：176回[59][60][61]（2023年にC・J・ストラウドが更新[62]）
- 1試合におけるパス成功率：89.9%（2016年12月18日の対タンパベイ・バッカニアーズ戦、新人最高記録）[63][64]（2024年にジェイデン・ダニエルズが更新[65]）

## 私生活
キリスト教徒である。父はナザニエル・プレスコット、母はペギーで、兄タッド、ジェイス、姉ナタリー・プレスコット・スミス、異母兄エリオット・プレスコットがいる。ジェイスはノースウェスタン州立大学でオフェンシブ・ラインマンを務めていた。2013年11月、母ペギーが大腸癌で亡くなった。母に敬意を表し、フェイス・ファイト・ファンデーションを立ち上げ、恵まれない人々を支援している。2020年4月、ジェイスが自殺した。父はアフリカ系アメリカ人、亡き母は白人である。テキサス州フリスコに居住している。
2023年11月26日、ガールフレンドのサラ・ジェーン・ラモスがインスタグラムを通じて女の子を妊娠していることを報じた。